# Словенци
Словенците са южнославянски народ. Наброяват около 3 млн. души, като в Словения съставляват 96 % от населението на страната (1,6 млн. души). Големи словенски общности има в САЩ (177 хил. души), Италия (175 хил. души), Канада (40 хил. души), Австрия (29 хил.), както и в други страни. Говорят словенски език. Предимно са католици, но има и малки протестантски и православни общности.

## Население
Повечето словенци днес живеят в границите на независима Словения (2 100 000 жители, 83 % словенци прибл. юли 2020 г.). При словенското национално преброяване от 2002 г. 1 631 363 души са се декларирали етнически като словенци, докато 1 723 434 души са посочили словенския като свой роден език.
Автохтонното словенско малцинство в Италия се оценява от 83 000 до 100 000, словенското малцинство в Южна Австрия на 24 855, в Хърватия на 13 200 и в Унгария на 3180. Значителни общности на словенски емигранти живеят в САЩ и Канада, както и в други европейски страни, в Бразилия, Аржентина и в Австралия и Нова Зеландия. Най-голямото население от словенци извън Словения е в Кливланд, Охайо.

## Идентичност
Първите изследователи на произхода на словенците смятат, въз основа на немското име за словени (Wenden или Winden), че словенците са потомци на германското племе на вандалите. Дори днес някои говорещи немски език наричат словенското малцинство в Австрия „Windische“. Това твърдение се отхвърля от лингвистите на основание, че техният диалект по всички стандарти е вариант на словенския. Германската дума „Wenden“ обикновено се отнася до вендите – западнославянско племе, заселило се в днешна Източна Германия и което е по-известно като сорби. Първият, който определя словенците като отделен клон на славянския народ, е Антон Томаж Линхарт в своя труд „Очерк по историята на Карниола и другите земи на австрийските южни славяни“, публикуван през 1791 г. В него Линхарт установява и езиковото единство на словенската етническа територия и поставя основите на словенската етнография.
След разпадането на Югославия в края на 80-те години и образуването на независима Словения в началото на 90-те години мотивира интереса към специфично словенската национална идентичност. Едно отражение на това е опитът за отхвърляне на славянската идентичност в полза на „венетска“ такава. Автохтонистката „венетична теория“ е развита в средата на 80-те години на миналия век, но така и не получава широко разпространение. Идентификацията със славянските корени остава силна в Словения и през 2004 г. довежда до създаването на Форум на славянските култури в Любляна.
В края на 80-те години няколко символа от Средновековието са възродени като словенски национални символи. Сред тях най-популярни са т.нар. „Словенска шапка“, която фигурира в герба на Словенската марка и Черната пантера, реконструкция на предполагаемия герб на Каролингското херцогство Карантания. След като е използвано в знамето на Словения, графичното представяне на Триглав е признато за национален символ. Според конституцията на Словения и словенския закон за националните символи, знамето на словенската нация е бяло-синьо-червено знаме без герба. Съотношението на ширината към височината на знамето е 1:2.

### История
- ((en)) Кратка словенска история, от Стане Гранда
- ((en)) Музей в Брестаница за политически затворници, интернирани и депортирани пленници
- ((en)) Словенски народен музей по съвременна история в Брестаница Архив на оригинала от 2006-02-26 в Wayback Machine.
- ((de)) Историята, културата и архивите на Готшее
- ((sl)) Дружество на жертвите на окупиращите Сили в 1941 – 45 г. Архив на оригинала от 2006-03-07 в Wayback Machine.
- ((en)) Словенски закон за обезщетение за несправледивостите

### Произход на словенците
- ((en)) История на словенците Архив на оригинала от 2008-07-24 в Wayback Machine.
- ((en)) Словенците в САЩ Архив на оригинала от 2006-08-28 в Wayback Machine.
- ((en)) Словенци между 1918 и 1941 г. Архив на оригинала от 2006-10-29 в Wayback Machine.
- ((en)) Словенци живеещи в чужбина Архив на оригинала от 2006-02-11 в Wayback Machine.